# Arbutus xalapensis
El madroño de Texas o "Amazaquitl" (Arbutus xalapensis) es un arbusto o árbol perteneciente a la familia Ericaceae. Se encuentra desde el sur de Estados Unidos hasta Nicaragua. Alcanza hasta 15 metros de alto. Su corteza se desprende dejando el tronco liso de color rojo ladrillo muy intenso. Sus flores blancas originan pequeños frutos ampulosos rojo intenso. Habita en bosques templados entre los 1,600 a 3,000 m s. n. m. Su madera se utiliza para fabricar bates de beis-bol y diversos utensilios.

## Descripción

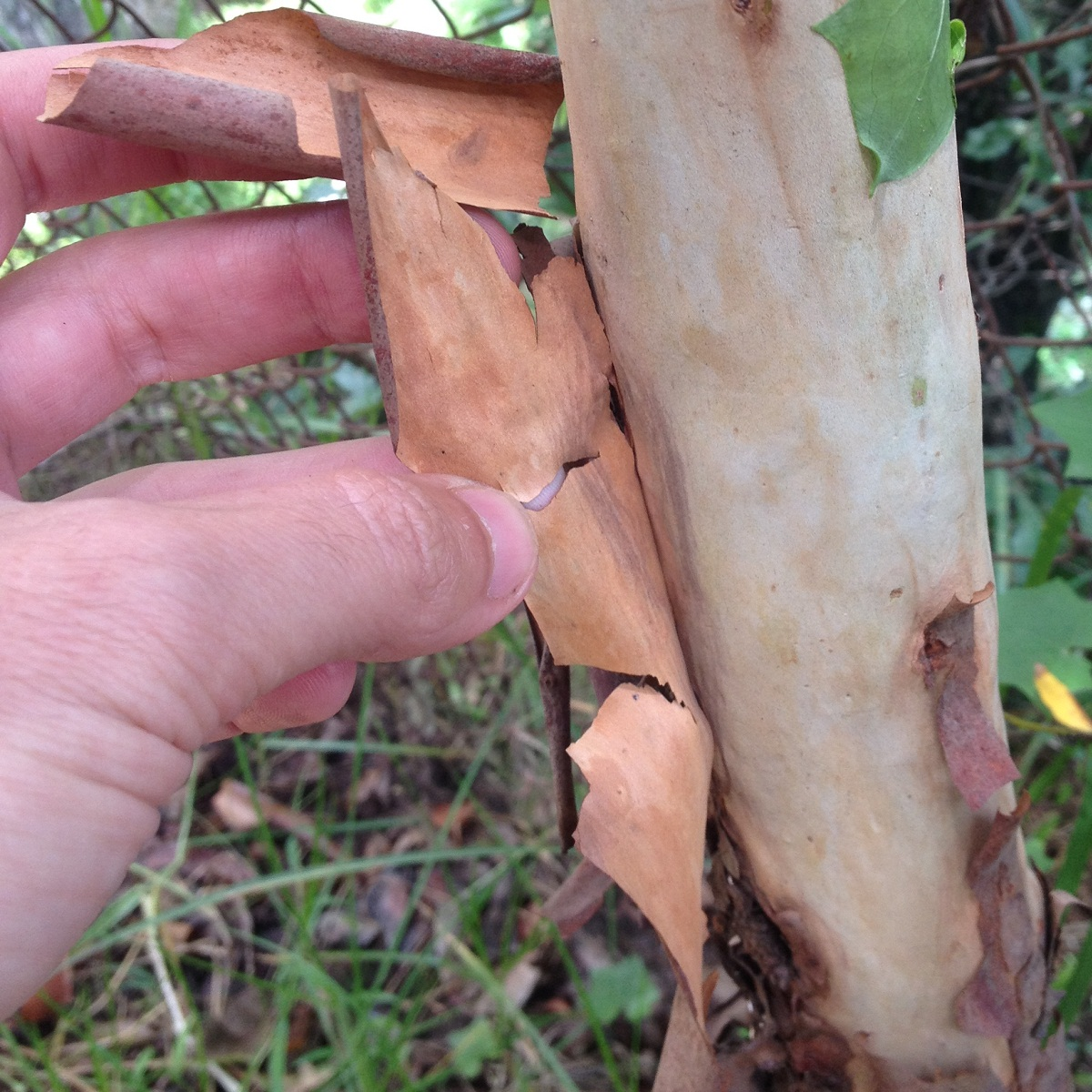
Desprendimiento de la corteza

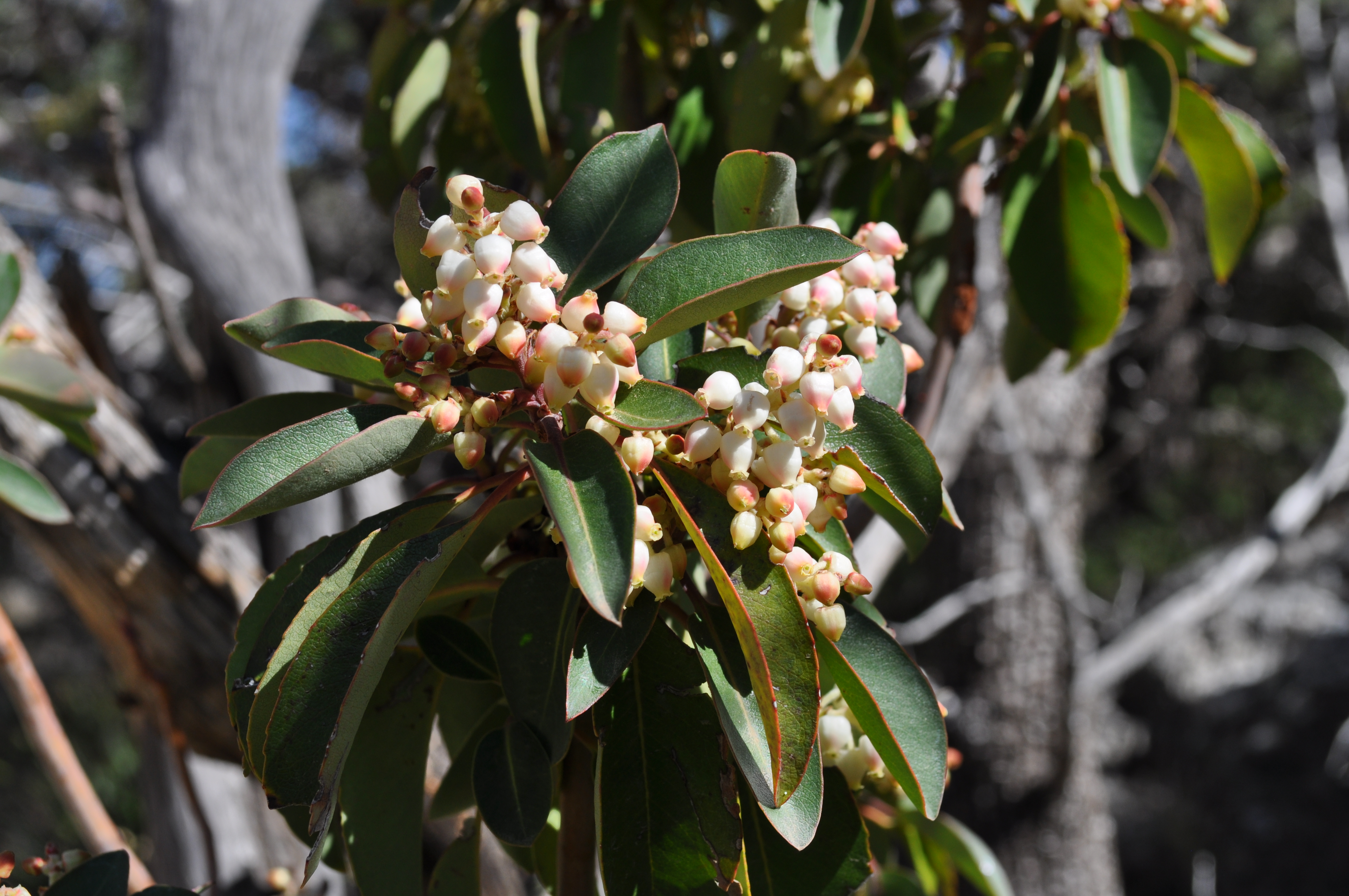
Flores

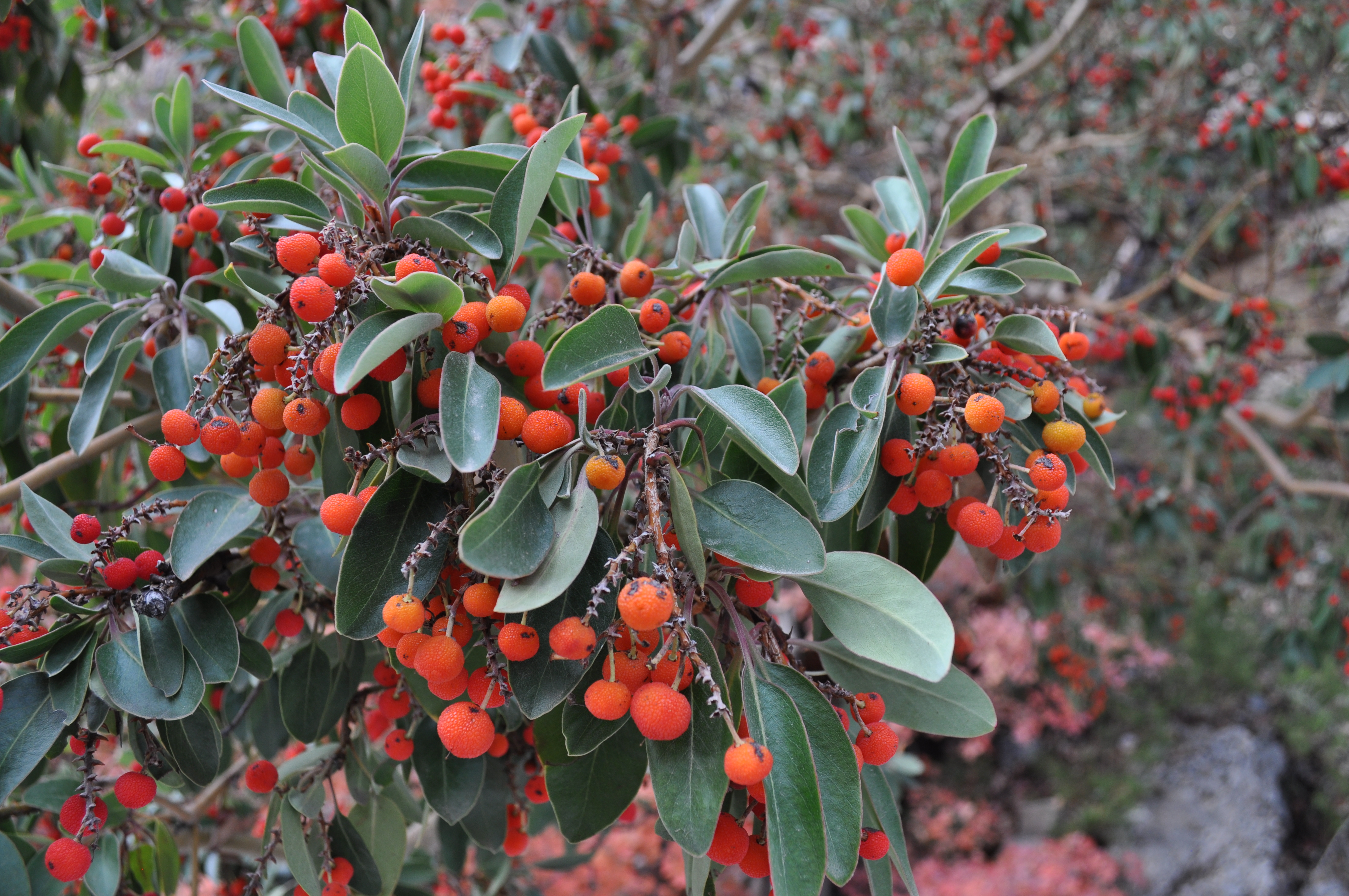
Frutos

Es un arbusto o árbol mediano perennifolio que alcanza los 3 m de altura. La corteza se desprende en capas delgadas. Sus hojas delgadas y resistentes de 2-18 cm son brillantes por encima, algo más opacas por debajo. Las flores, de 7-9 mm de largo, son amarillas a blancas, y surgen de panículas terminales de hasta 16 cm El fruto es una baya roja globosa, menor a 1 cm de diámetro.

## Distribución y hábitat

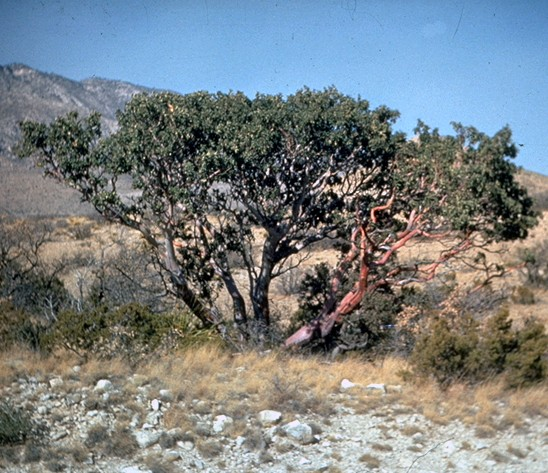
En su hábitat

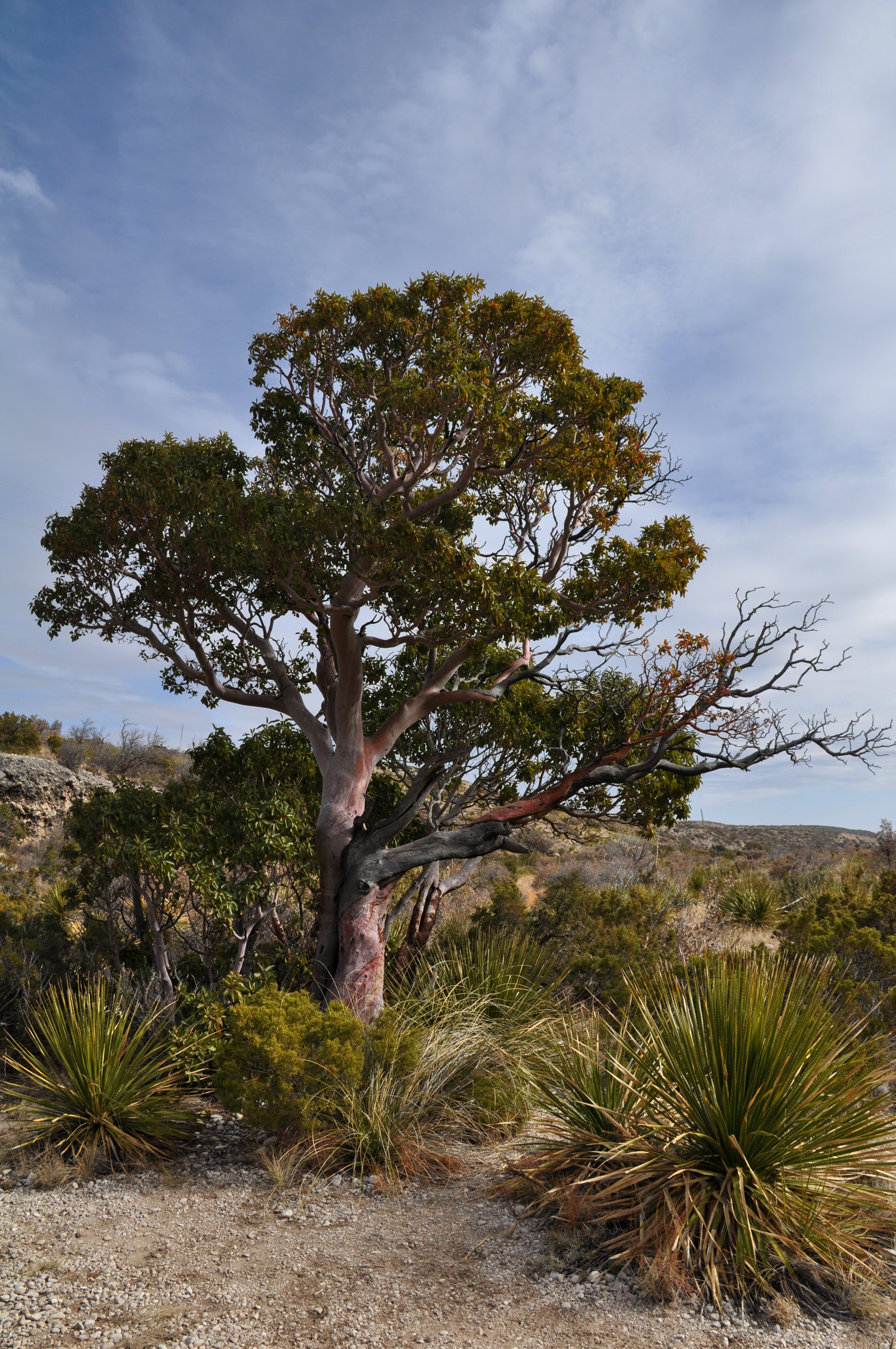
Vista del árbol

El madroño de Texas es una especie ocasional en matorrales xerófilos y frecuente en bosques madrenses de pino-encino, a una altitud de hasta 3400 m s. n. m. Se conoce desde el sur de Estados Unidos (Nuevo México y Texas) hasta Nicaragua, encontrándose con particular frecuencia en el Eje Neovolcánico de México.

## Usos

### Herbolaria
Aunque no existen estudios científicos que corroboren la efectividad medicinal del madroño, en el estado mexicano de Baja California Sur se emplean las ramas u hojas hervidas en baños terapéuticos para combatir la fiebre infantil. Esta misma infusión se toma contra el dolor abdominal.

### Carpintería
Su madera es usada comúnmente como leña, y para la elaboración de carbón en donde su presencia es abundante, algunas comunidades del centro del país utilizan la flor para la elaboración de una tortilla amasada con huevo. 
En Michoacán, la madera del madroño es muy apreciada para la fabricación de artículos del hogar, como recipientes, estantes, platos y juguetes.

## Taxonomía
La especie Arbutus xalapensis fue descrita por Carl Sigismund Kunth en su Nova Genera et Species Plantarum (quarto ed.) 3: 279–280. 1818[1819].

### Etimología
- Arbutus: nombre latino aplicado a Arbutus unedo, el madroño europeo
- xalapensis: epíteto geográfico (Xalapa, Ver., México)

### Sinonimia
- Arbutus densiflora Kunth
- A. densiflora Benth.
- A. donnell-smithii Small
- A. floribunda M.Martens & Galeotti
- A. glandulosa M.Martens & Galeotti
- A. laurifolia Lindl.
- A. laurina M.Martens & Galeotti
- A. macrophylla M.Martens & Galeotti
- A. mollis Kunth
- A. paniculata M.Martens & Galeotti
- A. peninsularis Rose & Goldman
- A. petiolaris Kunth
- A. prunifolia Klotzsch
- A. rubescens Bertol.
- A. texana Buckley
- A. varians Benth.
- A. villosa Willd. ex Klotzsch
- Arctostaphylos rubescens (Bertol.) Hemsl.
- Comarostaphylis glauca Buckley
- Comarostaphylis rubescens (Bertol.) Klotzsch[7]